# Dödlig hämnd
Dödlig hämnd är en amerikansk actionfilm från 1991 i regi av John Flynn med Steven Seagal i huvudrollen.

## Handling
Polismannen Bobby Lupo blir nedskjuten i Brooklyn och hans bäste vän, kriminalpolisen Gino Felino (Steven Seagal), lovar att han ska finna gangstern Richie Madano (William Forsythe) som dödade hans vän och skipa rättvisa, med eller utan polisbricka.

## Rollista (i urval)
| Steven Seagal      | – Gino Felino             |
| William Forsythe   | – Richie Madano           |
| Anthony DeSando    | – Vinnie Madano           |
| Jerry Orbach       | – Captain Ronnie Donziger |
| Jo Champa          | – Vicky Felino            |
| Shareen Mitchell   | – Laurie Lupo             |
| Ronald Maccone     | – Don Vittorio            |
| Sal Richards       | – Frankie                 |
| Gina Gershon       | – Pattie Madano           |
| Jay Acovone        | – Bobby Arms              |
| Nick Corello       | – Joey Dogs               |
| Robert Lasardo     | – Bochi                   |
| John Toles-Bey     | – King                    |
| Joe Spataro        | – Bobby Lupo              |
| Dominic Chianese   | – Mr. Madano              |
| Vera Lockwood      | – Mrs. Madano             |
| Ed Deacy           | – Detective Deacy         |
| Julianna Margulies | – prostituerad            |
| John Leguizamo     | – Boy in Alley            |

## Om filmen
- Tredje filmen i rad för Seagal att landa på första platsen på sin biografiska öppningshelg i USA.
- Steven Seagal och David Michael Frank skrev filmens enda originallåt.